# Prince Toneri
Le prince Toneri (舎人親王, Toneri shinnō) (né le 28 janvier 676 – mort le 6 décembre 735) est un prince impérial japonais de l’époque de Nara, troisième fils de l’empereur Temmu. Il reçoit le nom posthume d’empereur Sudoujinkei (崇道尽敬皇帝, Sudōjinkei Kōtei), en tant que père de l’empereur Junnin. Au début de l’époque de Nara, il accède au pouvoir politique en tant que chef de la famille impériale avec le prince Nagaya. Il supervise la compilation du Nihonshoki, dans la préface duquel il est cité.

## Généalogie
Le prince Toneri est un des fils de l’empereur Temmu tandis que sa mère, la princesse Nītabe, est une fille de l’empereur Tenji.
Son épouse consort est Taima-no-Yamashiro (ou Tagima-no-Yamashiro) et il a de nombreux fils dont les princes Mihara, Mishima, Fune (ou Funa), Ikeda, Moribe, Miura et Ōi (futur empereur Junnin).
Bien que souffrant, il est celui des fils de l’empereur Temmu qui vit le plus longtemps.
Un certain nombre de ses descendants (ceux du clan Kiyohara) prennent le nom Kiyohara, ainsi Kiyohara no Natsuno, petit-fils du prince Mihara, Kiyohara no Fukayabu, Kiyohara no Motosuke et sa fille, Sei Shōnagon.

## Source de la traduction
- (en) Cet article est partiellement ou en totalité issu de l’article de Wikipédia en anglais intitulé « Prince Toneri » (voir la liste des auteurs).